# James Avalon

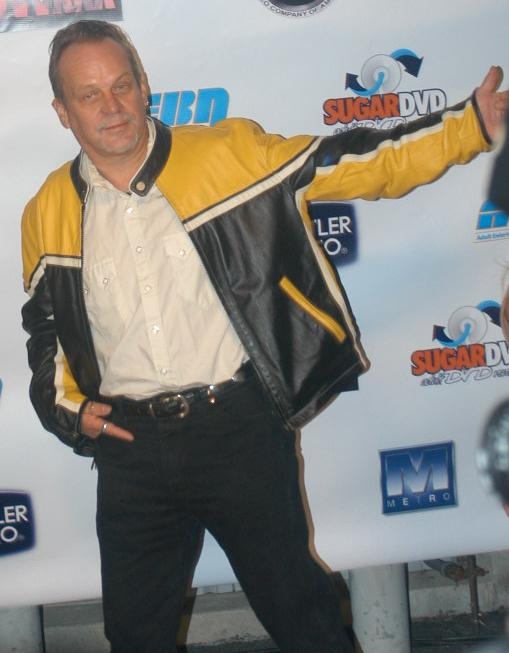
James Avalon (2005)

James Avalon, eigentlich Kent Smith, weitere Pseudonyme Kunga Sludge, Mondo Tundra und Monty Tundra (geb. vor 1957), ist ein US-amerikanischer Pornofilmregisseur und -produzent. Er ist bekannt für den vielfach preisgekrönten Film Les Vampyres aus dem Jahr 2000 sowie den zweifach ausgezeichneten Film Taboo 2001, einem Science-Fiction-Pornofilm aus dem Jahr 2001.

## Leben
Avalon war mormonischen Glaubens und als junger Mann für diese Glaubensgemeinschaft zwei Jahre als Missionar in Frankreich. Während seines Studiums an der Brigham Young University entwickelte er sich nach eigener Aussage im Alter von 21 Jahren zum Atheisten. Er beendete das Studium mit Abschlüssen in Film, Theaterregie und Fotografie.
1978 zog er nach Los Angeles, wo er sich als Fotograf mehr schlecht als recht durchschlug. Über einen Freund kam er zum Verlag Knight Publications, wo er 1980 bis 1986 als Redakteur bei der Pornofilmzeitschrift Adam Film World arbeitete. Er entwickelte mehrere periodisch erscheinende erfolgreiche Sonderhefte für den Verlag und schrieb auch für andere Männermagazine wie Hustler, Velvet, Club und Chic bzw. führte Interviews für sie. Beim Verlag Pocket Books veröffentlichte er 1982 als Kent Smith das Buch Adult movies, das Kritiken ausgewählter Pornofilme und kurze Porträts ihrer Stars enthielt.
1986 traf er den Regisseur Gregory Dark, für den er zehn Jahre als Filmeditor arbeitete. 1996 wechselte er zum Pornofilmproduzenten Metro, unter der Bedingung, dass er dort auch Regie führen könne. Seitdem führte er bei über 50 Filmen Regie, produzierte auch einige davon und schrieb Drehbücher. 2001 erhielt er den AVN Award als bester Regisseur für seinen Film Les Vampyres. 2003 wurde er in die XRCO Hall of Fame aufgenommen. Avalon dreht seine Filme mittlerweile für die Produktionsfirma Red Light District Video.
Neben seiner Tätigkeit in der Filmindustrie schreibt Avalon Science-Fiction-Romane, von denen einer, Future X, 1990 unter seinem echten Namen Kent Smith veröffentlicht wurde.

## Filmografie  (Auswahl)

### Regie
- 2000: Les Vampyres
- 2000: Shrink Wrapped
- 2001: Taboo 2001
- 2002: Les Vampyres 2: The Resurrection
- 2002: Fremde oder Freundin / The Bachelor Party Girl
- 2003: Skin on Skin
- 2004: Silk Stockings
- 2005: Harlot
- 2005: Darkside

### Drehbuch
- 2000: Les Vampyres
- 2001: Taboo 2001
- 2002: Les Vampyres 2: The Resurrection

### Produzent
- 2000: Les Vampyres
- 2000: Red Vibe Diaries 3: The Garden Of Transgression
- 2000: Shrink Wrapped

### Schnitt
- 1997: Zazel – Der Duft der Liebe / Zazel: The Scent of Love
- 1997: Red Vibe Diaries: Object of Desire
- 1998: Red Vibe Diaries 2: Dark Desires / The Original Dark Desires

## Auszeichnungen
- 2001: AVN Award für Best Director Film (Les Vampyres)
- 2003: XRCO Award-Hall Of Fame in der Kategorie Filmschöpfer
- 2011: Erotic Lounge Jury Award: Bester Film für Paare (Recipe for Romance)[1]